# 태화강 십리대숲

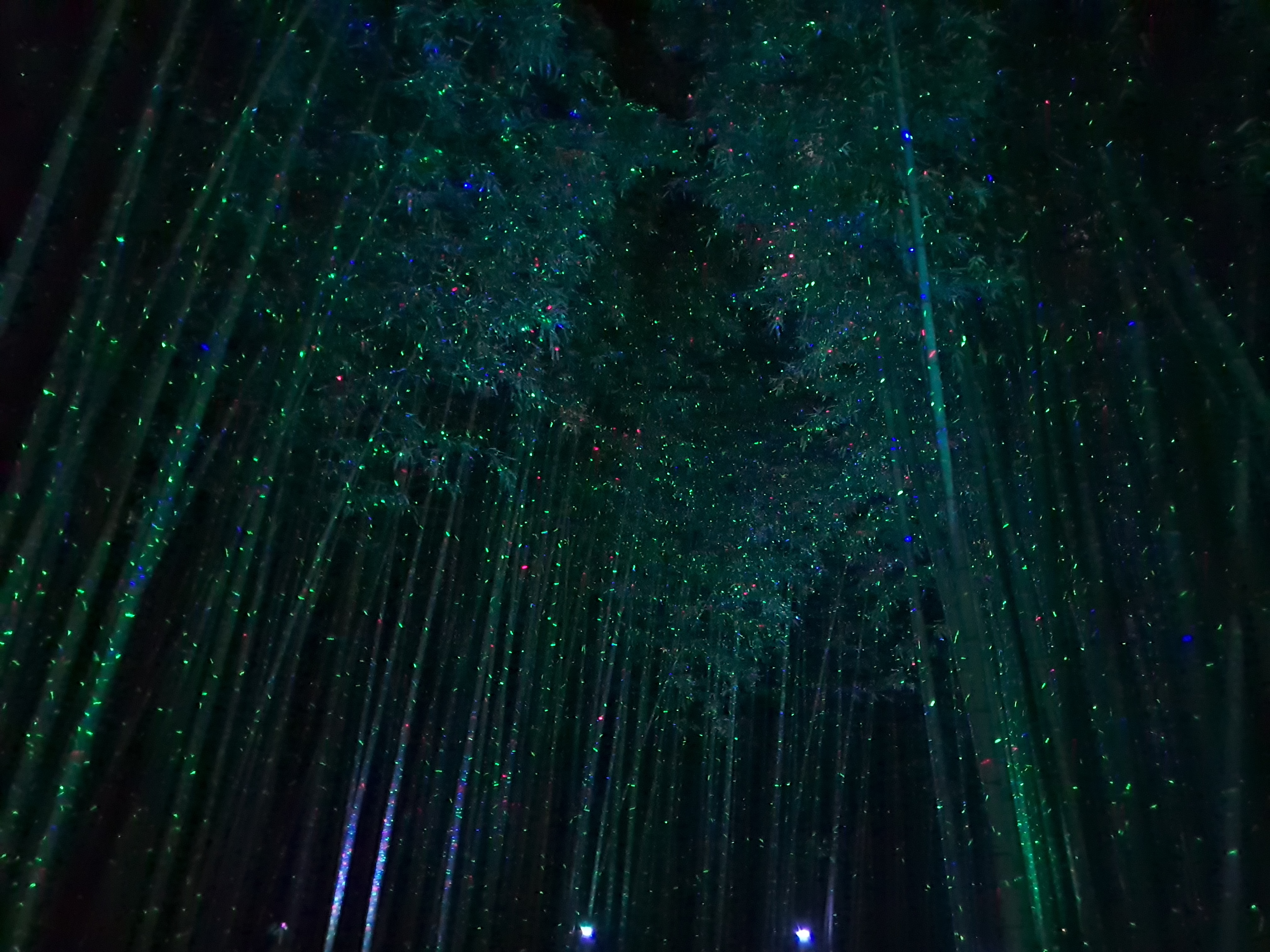
태화강 십리대숲 야경

태화강 십리대숲은 울산광역시 중구 태화강 국가정원 내에 위치한 대나무숲이다. 오래전부터 주민들이 홍수에 대비해 약 10리(4km)에 걸쳐 조성한 대나무숲이다. 십리대밭이라는 명칭도 함께 쓰인다.